# Tarzan en de juwelen van Opar
Tarzan en de juwelen van Opar (Engelse titel: Tarzan and the Jewels of Opar) is een roman geschreven door Edgar Rice Burroughs, de vijfde in zijn reeks van vierentwintig boeken over het titelpersonage Tarzan.
Het werd voor het eerst gepubliceerd in het pulp-tijdschrift All-Story Cavalier in 1916. De eerste boekeditie werd uitgebracht in 1918. De eerste Nederlandse vertaling kwam uit in 1924.